# Plugarul
Plugarul a fost un ziar editat de Emil Lobonțiu în Șimleu Silvaniei, județul Sălaj (interbelic) din 3 mai 1923.